# Sant'Anna a Ripa

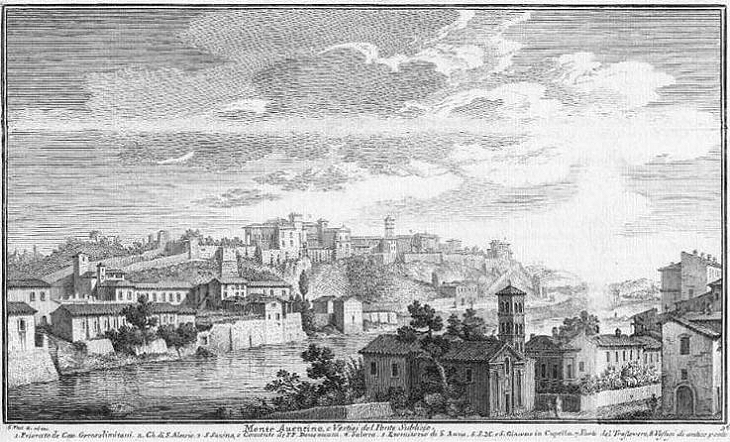
Nesta gravura de Giuseppe Vasi, o Eremitorio di Sant'Anna está do outro lado do Tibre, no centro-esquerda da imagem e bem no pé do caminho que sobe para o Aventino. No alto, os grandes mosteiros de Sant'Alessio e Santa Sabina.

Sant'Anna a Ripa, conhecida também como Sant'Anna de Marmorata e Sant'Anna dei Calzettari, era uma igreja de Roma que ficava localizada do lado oeste da esquina do Clivo di Rocca Savella com a Via Santa Maria in Cosmedin, no sopé do Aventino, no rione Ripa. Era dedicada a Santa Ana, mãe da Virgem Maria.

## História
Antes de 1745, esta igreja era conhecida como Sant'Anna de Marmorata. No final da Antiguidade, Marmorata era o nome de um distrito de Roma que começava em Santa Maria in Cosmedin e ocupava a estreita faixa de terra entre o monte Aventino e o rio Tibre e também a estrada que circundava o lado oeste do monte até a Porta San Paolo (a moderna Via Marmorata). O que hoje corresponde à parte norte do rione Testaccio era conhecido como "Orreu", um termo derivado do latim "horrea", que designava os grandes celeiros que costumavam ficar no local.
Ela aparece no Catalogo di Torino (c. 1320) como Ecclesia sancte Anne de Marmorata teria supostamente sido fundada pelos palafrenieri, os pajens da corte papal no século XIII. Se for este o caso, esta igreja seria antecessora de Sant'Anna dei Palafrenieri, no Vaticano.
No século XIV, ela tinha um pequeno mosteiro anexo para quatro monges, motivo pelo qual era chamado de eremitorio. Na Idade Média, o Clivo era a rota principal para os principais mosteiros do Aventino e este pequeno complexo vigiava a entrada. Em 1745, a igreja foi assumida pelos calzettari, a guilda dos fabricantes de meias, que aparentemente a reformaram completamente. No século XIX, a igreja provavelmente ainda tinha um monge residente.
Em data incerta no final do século XIX, o complexo todo foi demolido e substituído por um edifício moderno que abriga na fachada um relevo de Santa Ana.

## Descrição
A igreja ficava na esquina entre o Clivo e a Via Santa Maria in Cosmedin. O edifício moderno que fica atualmente no local tem um terraço se projetando à frente de uma fachada com um frontão e a igreja ficava para a direita dele. A seção mais curta da parede na esquina é onde ficava a entrada. A parede direita da igreja ficava de frente para a rua no século XVIII. O edifício era um retângulo simples com quatro pilastras nas paredes laterais suportando o teto. Não há descrições sobreviventes sobre o interior.